# 慶應BRB
慶應BRB（けいおうブルー・レッド・ブルー）は慶應義塾体育会ソッカー部（以下「慶大ソッカー部」）の卒業生を主なメンバーとするサッカークラブ。活動時期によって以下の2つがあり、それぞれこの記事内で記載する。
1. 1921年に慶應ブルー・サッカー倶楽部として創設し、慶大ソッカー部のOBチームとして活動したサッカーチーム。現在、関東サッカーリーグに在籍する東京ユナイテッドFCトップチームの前身となったチームにして、東京武蔵野ユナイテッドFC（現：横河武蔵野FC）の運営に関与していた組織の一つである。
2. 慶大ソッカー部のセカンドチームであった「慶應ソッカークラブ」を改称し、上述のクラブの活動内容を継承させたサッカーチーム。

## 慶應BRB（1921年 - 2014年）

### 概要（初代）
1921年に、源流となる慶應ブルー・サッカー倶楽部が誕生。以来、現役学生との混成チームを含めて天皇杯 JFA 全日本サッカー選手権大会8回優勝を誇る古豪チームであった。天皇杯の統計上では「慶應クラブ」「慶應BRB」「全慶應」のチーム名で一連の成績として扱われている。
その後1984年に改めて東京都社会人サッカーリーグに加盟する社会人チームとして再登録、大学を卒業してもサッカーを続けたい選手の受け皿となっていた。
メンバーには東京大学運動会ア式蹴球部（東大サッカー部）のOBも加わって東京都リーグ1部で活動を行っていたが、2015年に、慶應BRBと東大サッカー部のOBチームである東大LBを合併させ、将来的なJリーグ入りを目指す新たなサッカークラブLB-BRB TOKYO（後の東京ユナイテッドFC）を設立。リーグへの登録上、慶應BRBをトップチームが、東大LBをセカンドチーム（東京ユナイテッドFC +Plus）が各々承継するものとした。なお、合併対象となった当時の東大LBは東大系のサッカーチームの一つで1994年創設の「チームDiego」を前身としている2代目であり（著名なOBにJリーグ専務理事の木村正明が居る）、帝大アズサを前身とする初代は時期が不明ではあるが既に解散している。

### 年度別成績（初代）
| 年度 | 所属               | 順位 | 試合 | 勝点 | 勝 | 分 | 敗 | 得点 | 失点 | 差  |
| ---- | ------------------ | ---- | ---- | ---- | -- | -- | -- | ---- | ---- | --- |
| 2011 | 東京都3部4ブロック | 優勝 | 9    | 24   | 8  | 0  | 1  | 44   | 7    | +37 |
| 2012 | 東京都2部2ブロック | 優勝 | 12   | 34   | 11 | 1  | 0  | 50   | 2    | +48 |
| 2013 | 東京都1部          | 2位  | 13   | 29   | 9  | 2  | 2  | 38   | 12   | +26 |
| 2014 | 東京都1部          | 5位  | 14   | 24   | 7  | 3  | 4  | 31   | 16   | +15 |

### タイトル
- 天皇杯 JFA 全日本サッカー選手権大会
  - 優勝：8回
    - 慶應クラブとして1回 (1932)
    - 慶應BRBとして6回 (1936, 1939, 1940, 1951, 1954, 1956)
    - 全慶應として1回 (1952)

  - 準優勝：2回
    - 慶應BRBとして2回 (1930, 1960)

## 慶應BRB（2015年 - ）

### 概要（2代目）
前述のとおり、初代の「慶應BRB」は合併により名称を変更したが、「慶應BRB」の名前を遺すため、慶大ソッカー部のセカンドチームであった「慶應ソッカークラブ」（2012年創設）を慶應BRBに改称、並びにOBチームとして改組し、初代が行っていた活動を引き継いで現在に至っている。

### 年度別成績（2代目）

#### 慶應ソッカークラブ
| 年度 | 所属      | 順位 | 試合 | 勝点 | 勝 | 分 | 敗 | 得点 | 失点 | 差 |
| ---- | --------- | ---- | ---- | ---- | -- | -- | -- | ---- | ---- | -- |
| 20   | 東京都4部 |      |      |      |    |    |    |      |      |    |
| 2013 | 東京都4部 |      |      |      |    |    |    |      |      |    |
| 2014 | 東京都3部 |      |      |      |    |    |    |      |      |    |

#### 慶應BRB
| 年度 | 所属                | 順位 | 試合 | 勝点 | 勝 | 分 | 敗 | 得点 | 失点 | 差  |
| ---- | ------------------- | ---- | ---- | ---- | -- | -- | -- | ---- | ---- | --- |
| 2015 | 東京都3部5ブロック  | 3位  | 11   | 27   | 9  | 0  | 2  | 39   | 5    | +34 |
| 2016 | 東京都3部3ブロック  | 2位  | 11   | 29   | 9  | 2  | 0  | 36   | 7    | +29 |
| 2017 | 東京都3部6ブロック  | 優勝 | 11   | 31   | 10 | 1  | 0  | 62   | 6    | +56 |
| 2018 | 東京都2部3ブロック  | 4位  | 13   | 27   | 8  | 3  | 2  | 59   | 19   | +40 |
| 2019 | 東京都2部2ブロック  | 2位  | 13   | 32   | 10 | 2  | 1  | 42   | 21   | +21 |
| 2020 | 東京都2部2Bブロック | 2位  | 6    | 12   | 4  | 0  | 2  | 22   | 6    | +16 |
| 2021 | 東京都2部1ブロック  | 2位  | 14   | 36   | 11 | 3  | 0  | 53   | 8    | +45 |
| 2022 | 東京都2部3ブロック  | 2位  | 31   | 14   | 10 | 1  | 3  | 52   | 18   | +34 |
| 2023 | 東京都2部3ブロック  | 3位  | 32   | 14   | 10 | 2  | 2  | 29   | 12   | +17 |
| 2024 | 東京都2部2ブロック  | 3位  | 26   | 13   | 8  | 2  | 3  | 29   | 18   | +11 |

1. ↑  “サッカー天皇杯、浦和が8度目V 大分を2-1で下す”. 共同通信. (2021年12月19日) 2021年12月28日閲覧。
2. ↑  “部誌　東京大学運動会 ア式蹴球部100年史” (PDF).   一般社団法人東大LB会 (2018年12月9日). 2022年1月9日閲覧。
3. ↑  “来年度以降の活動に関するお知らせ（慶應BRB）”. 慶應義塾体育会ソッカー部 (2015年2月2日). 2021年12月29日閲覧。